# 辛酸
辛酸是八个碳的直链饱和羧酸，结构简式为CH
3(CH
2)
6COOH。辛酸在常温下为无色油状液体，微溶于水，可溶于大多数有机溶剂。辛酸及其衍生物天然存在於哺乳动物的乳汁、肉豆蔻（以游離態）、椰子油与棕榈仁油（以酯的形式）等中。

## 製備
辛酸可以由辛醇或辛醛的氧化製備而成。氧化劑可以用重鉻酸鉀。
辛酸亦可以由1-辛烯跟過醋酸的反應製成。
還有，辛酸可由正己基丙二酸的脫羧反應製備。
此外，辛酸可以由辛酸酯的水解製備而成。

## 反應
辛酸可以被氫化鋁鋰還原成辛醇。

## 用途
用于製染料、药物、防腐剂、杀菌剂等。